# Stausee Hohenfelden
Der Stausee Hohenfelden (auch: Speicher Hohenfelden) liegt etwa 1,5 km östlich der Gemeinde Hohenfelden südöstlich von Erfurt und südwestlich von Weimar in Thüringen (Landkreis Weimarer Land). Der Badesee wurde von 1966 bis 1975 zur Naherholung angelegt und hat eine Fläche von 41,66 Hektar. Er hat eine Tiefe von bis zu 7 m und ist 1150 m lang und 370 m breit. Sein Fassungsvermögen beträgt 1,08 Mio. m³.

## Freizeitanlagen

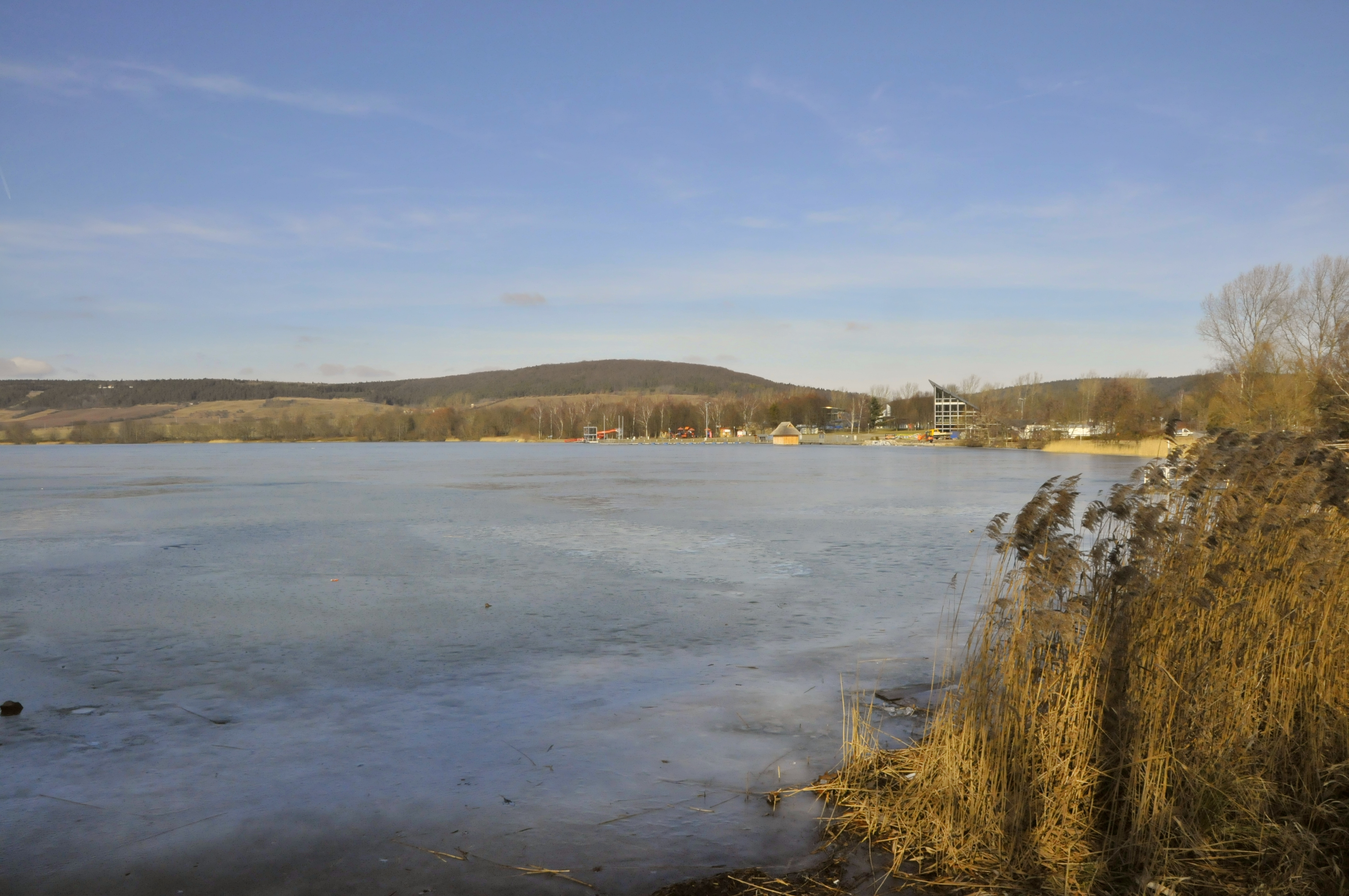
Stausee im Winter 2011/12, am rechten Bildrand Gaststätte und Freibad

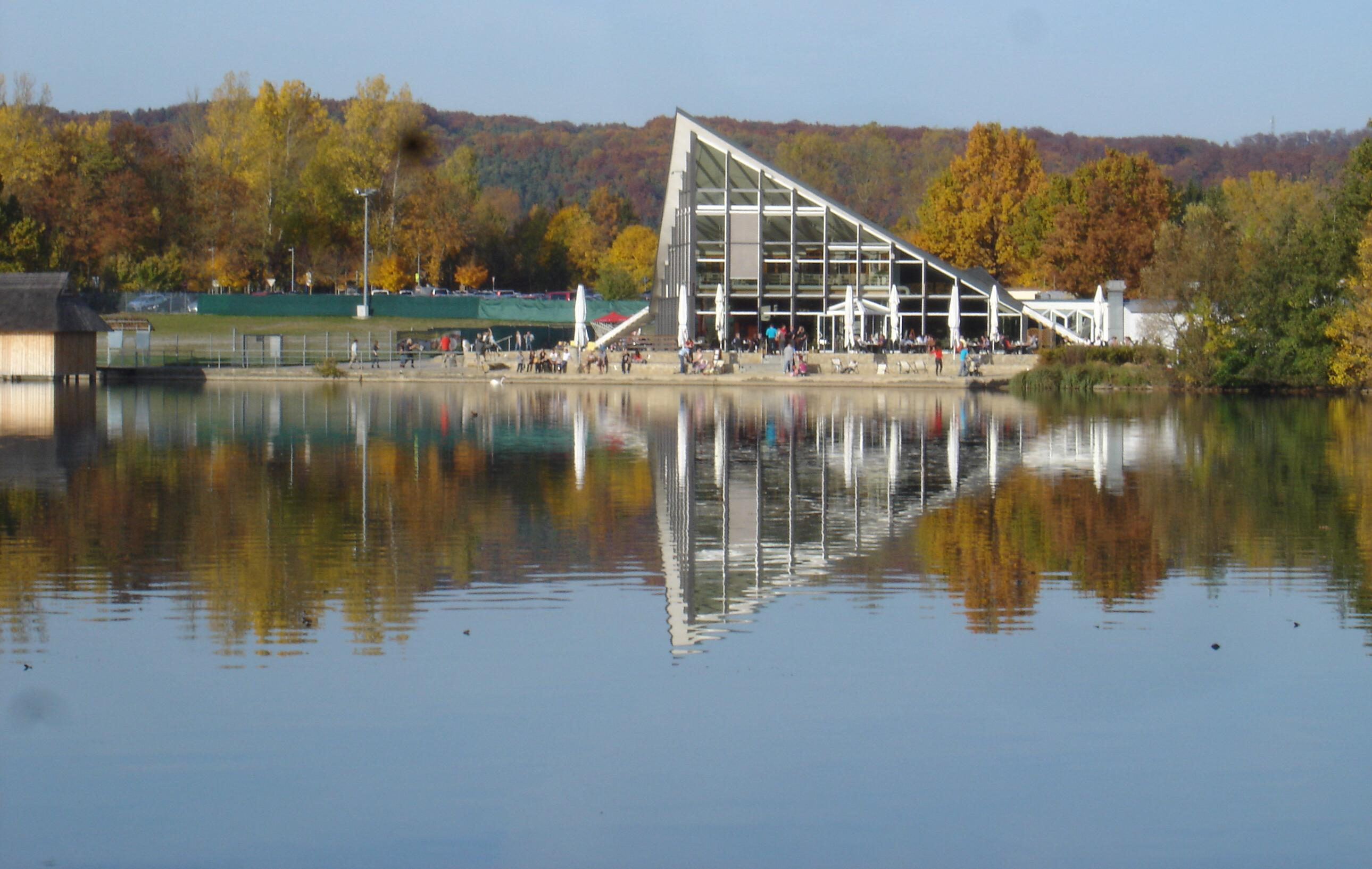
Seeterrassenrestaurant, 1970 entworfen von Ulrich Müther

Um den Stausee herum hat sich ein ausgedehnter Freizeitpark entwickelt, zu dem folgende Anlagen und Einrichtungen gehören:
- Campingplatz
- Ferienhäuser
- Strandpromenade mit Badestränden (einschließlich eines FKK-Strandes)
- Thermalbad (Avenida-Therme)
- Gaststätten
- Bootsverleih
- Kletterwald
- Aktivpark
- Naturlehrpfad
- Enzenburg: Vom geschützten Bodendenkmal sind noch Wälle und Gräben als Reste einer spätmittelalterlichen kleinen Herrenburg (Motte) zu sehen. Man findet sie anhand einer gut erkennbaren Schautafel links der Straße nach Kranichfeld, schräg gegenüber dem Parkplatz am Stausee.

Der Freizeitpark wird für zahlreiche Freiluftveranstaltungen genutzt, siehe Hohenfelden#Kultur und Sehenswürdigkeiten.

## Filme
- Der Stausee Hohenfelden – Die Badewanne Erfurts. Dokumentarfilm, Deutschland, 2019, 44:22 Min., Buch und Regie: Maxine Brückner, Produktion: MDR, Reihe: Der Osten – Entdecke wo du lebst, Erstsendung: 3. Dezember 2019 bei MDR Fernsehen, Inhaltsangabe von MDR, (Memento vom 4. März 2020 im Webarchiv archive.today), Vorschau, 1:24 Min. von MDR, Internet-Video, (Memento vom 4. September 2022 im Internet Archive).
- Unterwegs rund um Erfurts Badewanne. Reise-Reportage, Deutschland, 2021, 29:23 Min., Buch und Regie: Jana Herold, Moderation: Steffi Peltzer-Büssow, Produktion: MDR, Reihe: Unterwegs in Thüringen, Erstsendung: 3. Juli 2021 bei MDR Fernsehen, Inhaltsangabe von MDR, Internet-Video, (Memento vom 2. September 2022 im Internet Archive).